# La historia de los videojuegos, y su minúsculo impacto en Honduras
La historia de los videojuegos, y su minúsculo impacto en Honduras es un libro escrito por el hondureño Juan F. Sánchez, del género ensayo sobre la historia de los videojuegos y el periodismo de videojuegos, y publicado en 2021.

## Argumento
El libro es un ensayo histórico sobre la evolución de la industria de los videojuegos y las distintas generaciones de videoconsolas, desde la primera generación hasta la novena generación. El libro también explica sobre el periodismo de videojuegos y el rol que cumplen los medios de comunicación en la industria, los deportes electrónicos, y también habla sobre temas que relacionan la salud mental con los videojuegos, sus beneficios y aplicaciones educativas, como la gamificación, y sus repercusiones negativas, tales como la adicción a los videojuegos. El libro también incluyó entrevistas a Erick Reyes Marín, desarrollador de videojuegos hondureño; Astrid Pinel, animadora digital hondureña; Paweł Burza, community manager de CD Projekt RED; y Doug Cockle, actor de voz que interpreta a Geralt de Rivia en la franquicia de The Witcher.